# Вільям Мартін
Вільям Макчесні Мартін молодший (англ. William McChesney Martin; 17 грудня 1906, Сент-Луїс — 28 липня 1998, Вашингтон) — 9-ий голова (1951—1970) Федеральної резервної системи, за часів Трумена — Ейзенхауера — Кеннеді — Джонсона — Ніксона.
Вільям Мартін народився в сім'ї Вільяма Мартіна-старшого та Ребекки Вудс. У 1913 році його батько Мартін-старший був покликаний Президентом Вудро Вільсоном допомогти в розробці закону про Федеральний резерв. Надалі батько Вільяма Мартіна-молодшого служив головою Федерального резервного банку Сент-Луїса.
Закінчив Єльський та Колумбійський університети.